# Passione secondo Luca (Bach/Orff)
La Passione secondo Luca (Bach/Orff) (in tedesco: Lukaspassion) BWV 246 è la revisione da parte del compositore tedesco Carl Orff, prima della sua affermazione con i Carmina Burana, della composizione formalmente attribuita a Johann Sebastian Bach, la cui paternità è da attribuire a Johann Melchior Molter. La prima esecuzione è avvenuta nel 1999 con la Munich Symphony Orchestra diretta dal m. Douglas Bostock e la supervisione del compositore Jan Jirasek.

## Storia
Dopo aver ascoltato la composizione originale Orff pensava che essa fosse troppo lunga, troppo "prolissa" e che fosse necessaria una versione più compatta e anche semplice da ascoltare. Quindi egli ci lavorò a lungo, finendola nel 1932, cinque anni prima che i Carmina Burana lo portassero alla ribalta. 
Lo spartito della revisione fu bruciato e distrutto durante la seconda guerra mondiale. Il compositore Jan Jirasek venne contattato in seguito dalla Radio bavarese per ricomporre il lavoro in base a ciò che rimaneva e alla sua sensibilità musicale. Lavorando principalmente sulle annotazioni scritte a mano di Orff, Jirasek ha rielaborato la partitura, eliminando le parti ritenute non essenziali ma mantenendo l'impianto generale con un numero elevato di recitativi e alcuni corali che, come già aveva concluso Orff, furono poi orchestrati.